# Kielmeyera juruenensis
Kielmeyera juruenensis är en tvåhjärtbladig växtart som beskrevs av N. Saddi. Kielmeyera juruenensis ingår i släktet Kielmeyera och familjen Calophyllaceae. Inga underarter finns listade i Catalogue of Life.